# Franz von Suppé
Franz von Suppé (ur. jako Francesco Cavaliere Suppé-Demelli 18 kwietnia 1819 w Spalato, obecnie Split, zm. 21 maja 1895 w Wiedniu) – austriacki dyrygent i kompozytor. Po ojcu był pochodzenia włosko-belgijskiego, a po matce austriackiego. Od roku 1840 był dyrygentem w wiedeńskim Theater in der Josefstadt. Dla tego teatru pisał muzykę teatralną oraz utwory muzyczne, również występował jako śpiewak. Od 1845 roku był kapelmistrzem w Theater an der Wien, od roku 1862 w Kaitheater, zaś od roku 1865 w Carltheater w Wiedniu. Twórca operetek – skomponował ich 31, napisał także wiele innych utworów scenicznych (ponad 200). Pochowany na Cmentarzu Centralnym w Wiedniu.

## Odznaczenia
- 1861: Srebrny Medal za Sztukę i Naukę (Księstwa Sasko-Ernestyńskie)[1]
- 1870: Wielki Złoty Medal za Sztukę i Naukę (Królestwo Wirtembergii)[2]
- 1885: Krzyż Kawalerski Orderu Franciszka Józefa (Austro-Węgry)[3]

## Dzieła
- Ilustracja do sztuki Chłop i poeta (Dichter und Bauer, 1846, słynna uwertura)

### Operetki
- Pensjonarki (Das Pensionat) – data premiery (24 listopada 1860) jest uznawana za dzień narodzin wiedeńskiej operetki
- Dziesięć cór na wydaniu[4] (Dziesięć dziewcząt w poszukiwaniu męża), (Zehn Mädchen und kein Mann, 1862)
- Dama pikowa (Die Kartenschlägerin, 1862)
- Junacy[4] (Bursze), (Flotte Bursche, 1863)
- Piękna Galatea (Die schöne Galathee, 1865)
- Lekka kawaleria (Leichte Kavallerie, 1866)
- Izabella (Isabella, 1869)
- Fatinitza, (1876)
- Boccaccio, (1879)
- Donna Juanita, (1880)

### Opery
- Das Mädchen vom Lande (1847)
- Paragraph drei (1858)

### Muzyka religijna
- Missa dalmatica F-dur (1835)
- Herr, strafe mich nicht – psalm (przed 1840)
- Missa solemnis c-moll (1839)
- Missa pro defunctis d-moll (1855)

### Marsze
- O, Du mein Österreich (1849)